# Slobozia (Ialomița)
Slobozia est une ville roumaine qui s'élève sur les rives de la rivière Ialomița, dans la plaine danubienne du Bărăgan, en Munténie, région de Valachie. Elle est située à environ 120 km à l'est de Bucarest et à 150 km à l'ouest de Constanța. Il existe de nombreuses localités portant le nom de Slobozia en Roumanie et république de Moldavie : ce toponyme est l'équivalent du nom français « Villefranche ».

## Histoire
Slobozia s'est développée au temps de la principauté de Valachie (une des deux Principautés danubiennes), à partir du XVe siècle, comme étape sur la route entre Bucarest et le port danubien de Târgu de Floci. Le 24 août 1807, dans la guerre russo-turque de 1806-1812, un armistice entre le tsar russe Alexandre Ier et le sultan turc Mahmoud II y fut signé. Dans la seconde moitié du XIXe siècle et au début du XXe siècle Slobozia devient un grand marché céréalier. Lors de la jacquerie paysanne roumaine de 1907, les insurgés affamés tentent de prendre les silos et la gare, mais sont repoussés par l'armée.
Durant la Première guerre mondiale, Slobozia fut occupée par les troupes allemandes et austro-hongroises en campagne contre la Roumanie, qui y établirent un camp de prisonniers français parmi lesquels se distingua héroïquement un pharmacien nommé Mohamed Gherainia, soldat des tirailleurs algériens surnommé « le prince arabe », qui fut tué le 14 octobre 1918 peu avant la retraite allemande. Durant la Seconde guerre mondiale, Slobozia fut l'enjeu de combats entre les armées roumaine et soviétique en lutte contre la Wehrmacht.
Comme toute la Roumanie, Slobozia a subi les régimes dictatoriaux carliste, fasciste et communiste de février 1938 à décembre 1989, mais connaît à nouveau la démocratie depuis 1990. La ville fut sévèrement endommagée lors du tremblement de terre de 1977. C'est pourquoi son architecture est en grande partie moderne[réf. nécessaire]. Depuis 1980, elle est le chef-lieu du județ de Ialomița.

## Démographie
Lors du recensement de 2011, 90 % de la population se déclarent roumains et 2,8 % comme roms (7 % ne déclarent pas d'appartenance ethnique).

## Politique
| Parti | Parti                        | Conseillers |
| ----- | ---------------------------- | ----------- |
|       | Parti social-démocrate (PSD) | 9           |
|       | Parti national libéral (PNL) | 7           |
|       | Pro Romania (PRO)            | 5           |

## Personnalités

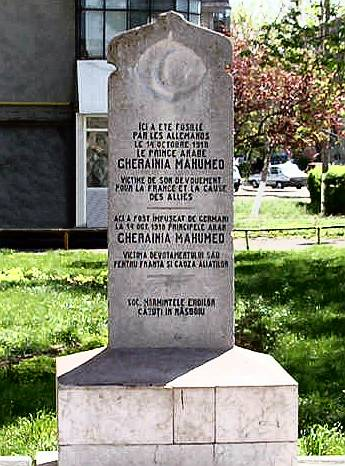
Stèle à la mémoire du pharmacien Mohamed Gherainia

- Mohamed Gherainia, pharmacien franco-algérien, y fut tué par l'occupant allemand en 1918.
- Mircea Dinescu, poète et journaliste, est né à Slobozia en 1950.
- Adrian Ursea, footballeur helvético-roumain, est né à Slobozia en 1967.
- Minelli (chanteuse) est née à Slobozia en 1988.

## Jumelages
La ville de Slobozia est jumelée avec :
- Vélès (Macédoine du Nord)
- Silistra (Bulgarie)
- Sapri (Italie)